# Харченко Олена
Олена Харченко (також Олена Гасанова; нар. 25 листопада 1995, Валки, Харківська область) — азербайджанська волейболістка українського походження, центральна блокуюча. Учасниця чемпіонату світу 2018 року в складі збірної Азербайджану.

## Із біографії
Навчалася в Харківському обласному вищому училищі фізичної культури і спорту. Майстер спорту України. Грала за команду вищої ліги «ОДЮСШ-Орбіта» (Запоріжжя) і юнацьку збірну України.
2012 року, разом з Єлизаветою Рубан з «Галичанки» (Тернопіль), переїхала до Азербайджану. Захищали кольори столичної «Рабіти». Через два роки отримали громадянство цієї країни і можливість грали за національну збірну. З того часу Рубан почала виступати під прізвищем Самадова, а Харченко — Гасанова.
У червні 2023 перейшла до складу дніпровського СК «Прометея».

## Клуби
| Роки      | Команди                        |
| --------- | ------------------------------ |
| 2010—2012 | «ОДЮСШ-Орбіта» (Запоріжжя)     |
| 2012—2014 | «Рабіта» (Баку)                |
| 2014—2017 | «Телеком» (Баку)               |
| 2017—2018 | «Рошевіль» (Ле-Канне)          |
| 2018—2020 | «Волеро» (Ле-Канне)            |
| 2021—2022 | «МСК-Діамант» (Капошвар)       |
| 2021—2022 | «Болу Беледієспор» (Болу)      |
| 2022—2023 | «Чукурова Беледієспор» (Адана) |
| 2023—2024 | «Прометей» (Кам'янське)        |
| 2024—     | «Альба-Блаж»                   |

## Досягнення
- Чемпіонка Євроліги (1): 2016
- Чемпіонка Азербайджану (2): 2015, 2017
- Чемпіонка України (1): 2024
- Переможниця кубка України (1): 2024
- Переможниця Суперкубка України (1): 2023

## Статистика
Статистика виступів у збірній:
| Сезон  | Команда     | Турнір           | Ігри | Сети | Очки | Ср.  | Примітки |
| ------ | ----------- | ---------------- | ---- | ---- | ---- | ---- | -------- |
| 2017   | Азербайджан | Чемпіонат Європи | 6    | 22   | 35   | 1,59 |          |
| 2018   | Азербайджан | Чемпіонат світу  |      |      |      | ,    |          |
| 2019   | Азербайджан | Чемпіонат Європи | 6    | 22   | 57   | 2,59 |          |
| 2021   | Азербайджан | Чемпіонат Європи | 5    | 9    | 7    | 0,78 |          |
| Всього |             |                  |      |      |      |      |          |

Статистика виступів в єврокубках:
| Сезон   | Клуб                     | Турнір         | Ігри | Сети | Очки | Ср.  | Примітки |
| ------- | ------------------------ | -------------- | ---- | ---- | ---- | ---- | -------- |
| 2014/15 | «Рабіта» (Баку)          | Ліга чемпіонів |      |      | 0    |      |          |
| 2014/15 | «Рабіта» (Баку)          | Кубок ЄКВ      |      |      | 0    |      |          |
| 2015/16 | «Телеком» (Баку)         | Ліга чемпіонів | 5    | 10   | 12   | 1,2  |          |
| 2016/17 | «Телеком» (Баку)         | Ліга чемпіонів | 6    | 20   | 58   | 2,9  |          |
| 2017/18 | «Рошевіль» (Ле-Канне)    | Ліга чемпіонів | 2    | 10   | 33   | 3,3  |          |
| 2017/18 | «Рошевіль» (Ле-Канне)    | Кубок ЄКВ      | 2    | 8    | 25   | 3,12 |          |
| 2018/19 | «Волеро» (Ле-Канне)      | Кубок виклику  | 7    | 26   | 72   | 2,77 |          |
| 2019/20 | «Волеро» (Ле-Канне)      | Кубок ЄКВ      | 2    | 5    | 21   | 4,2  |          |
| 2020/21 | «МСК-Діамант» (Капошвар) | Кубок виклику  | 2    | 7    | 26   | 3,71 |          |
| 2023/24 | СК «Прометей»            | Ліга чемпіонів | 2    | 3    | 6    | 2    |          |
| 2024/25 | «Альба-Блаж»             | Кубок ЄКВ      | 9    | 32   | 80   | 2,5  |          |